# 三號鎮區 (阿肯色州本頓縣)
三號鎮區（英語：Township 3）是位於美國阿肯色州本頓縣的一個鎮區。根據2010年美國人口普查，該地共人口20037人，而該地的面積約為27.38平方千米。

## 地理
三號鎮區的座標為36°16′22″N 94°07′30″W / 36.27278°N 94.12500°W，而該地最高點為海拔高度米（即英尺）。